# Amphiprion melanopus
Espèce
Le Poisson-clown bistré, Amphiprion melanopus, est une espèce de poissons de la famille des Pomacentridae. Il est très largement répandu en Indonésie, Mélanésie, Micronésie, dans le sud-est de la Polynésie et dans la grande barrière de corail.
Il est fréquemment associé à l'anémone à bouts renflés.

## Description
Corps rouge barré de 2 ou 3 lignes blanches chez les juvéniles. La teinte est généralement brun-rouge terne chez les adultes.

### Taille
Corps: 12 cm

## Habitat
Dans des lagons et plates jusqu'à 18m des Célèbes et des Moluques jusqu'au îles de la Société.
Ils sont en colonies importantes dans les entacmaea quadricolor.